# Douglas Cobo
Douglas Felipe Moreira Cobo (sinh ngày 19 tháng 3 năm 1987), thường được biết với tên Douglas Cobo, là một cầu thủ bóng đá người Brasil hiện tại đầu quân cho Khon Kaen United.